# Єпіфаній (Тихорський)
Єпіфаній Тихорський (*середина XVII ст. — † 2 [13] липня 1731, Ніжин) — український єпископ, педагог. Засновник провідного духовно-просвітницького закладу в Слобідській Україні — Харківський колегіум. Єпископ Білгородський РПЦ.

## Біографія
Закінчив Києво-Могилянську академію.
У 1719 році в сані архімандрита управляв Благовіщенським монастирем у Ніжині, куди був переведений з Глухівського Петропавлівського монастиря.
9 липня 1722 хіротонізований на єпископа Бєлгородського.
Служіння його на Бєлгородської кафедрі тривало протягом дев'яти років. Найважливішою справою за період його архипастирської діяльності було утворення 1726 Харківського колегіуму — першого вищого навчального закладу Слобідської України, в якому могли навчатися діти всіх станів. Організація нового навчального закладу знайшла підтримку серед усіх верств населення України, і на адресу його стали надходити великі пожертвування від різних осіб.
Що стосується адміністративної діяльності єпископа Єпіфанія, то за окремими збереженими його розпорядженнями можна судити, що це був пастир владний, строгий і пильний. Одного разу він позбавив прихожан однієї з парафій права входження до церкви за непослух священикові. Строгість його поширювалася як на паству, так і на духовенство.
Строго стежив єпископ Єпіфаній за життям монастирів. Коли йому стало відомо про негідну поведінку черниць жіночого монастиря в слободі Борисівці, він дав вказівку закрити цей монастир, а монахинь переселити в найвіддаленіший від міських місць Покровський монастир.
У питаннях, що належать до сфери діяльності виключно духовної влади, він домігся від Святійшого Синоду розпорядження, яке забороняло військовим і цивільним владцям втручатися у справи духовенства.
Самому єпископу Єпіфанію в Бєлгороді довелося пережити тяжкість незаслужених скарг і хибного доносу про нібито приховану ним державну зраду. Брехливість цих звинувачень була незабаром доведена, однак вони завдали єпископові багато неприємностей.
Помер 2 [13] липня 1731. Похований в Бєлгородській соборній церкві.